# Toruń (district)
Toruń (powiat toruński) is een Pools district (powiat) in de woiwodschap Koejavië-Pommeren. Het landelijke district omringt de stad Toruń, en heeft een oppervlakte van 1229,71 km2 en telt 102.167 inwoners (2014). De enige stad is Chełmża.
Stadsdistricten:
Bydgoszcz · Grudziądz · Toruń · Włocławek

Districten:
Aleksandrów · Brodnica · Bydgoszcz · Chełmno · Golub-Dobrzyń · Grudziądz · Inowrocław · Lipno · Mogilno · Nakło · Radziejów · Rypin · Sępólno · Świecie · Toruń · Tuchola · Wąbrzeźno · Włocławek · Żnin

Grootste steden:
Brodnica · Bydgoszcz · Chełmno · Chełmża · Grudziądz · Inowrocław · Nakło nad Notecią · Rypin · Solec Kujawski · Świecie · Toruń · Włocławek